# Redmond, Washington

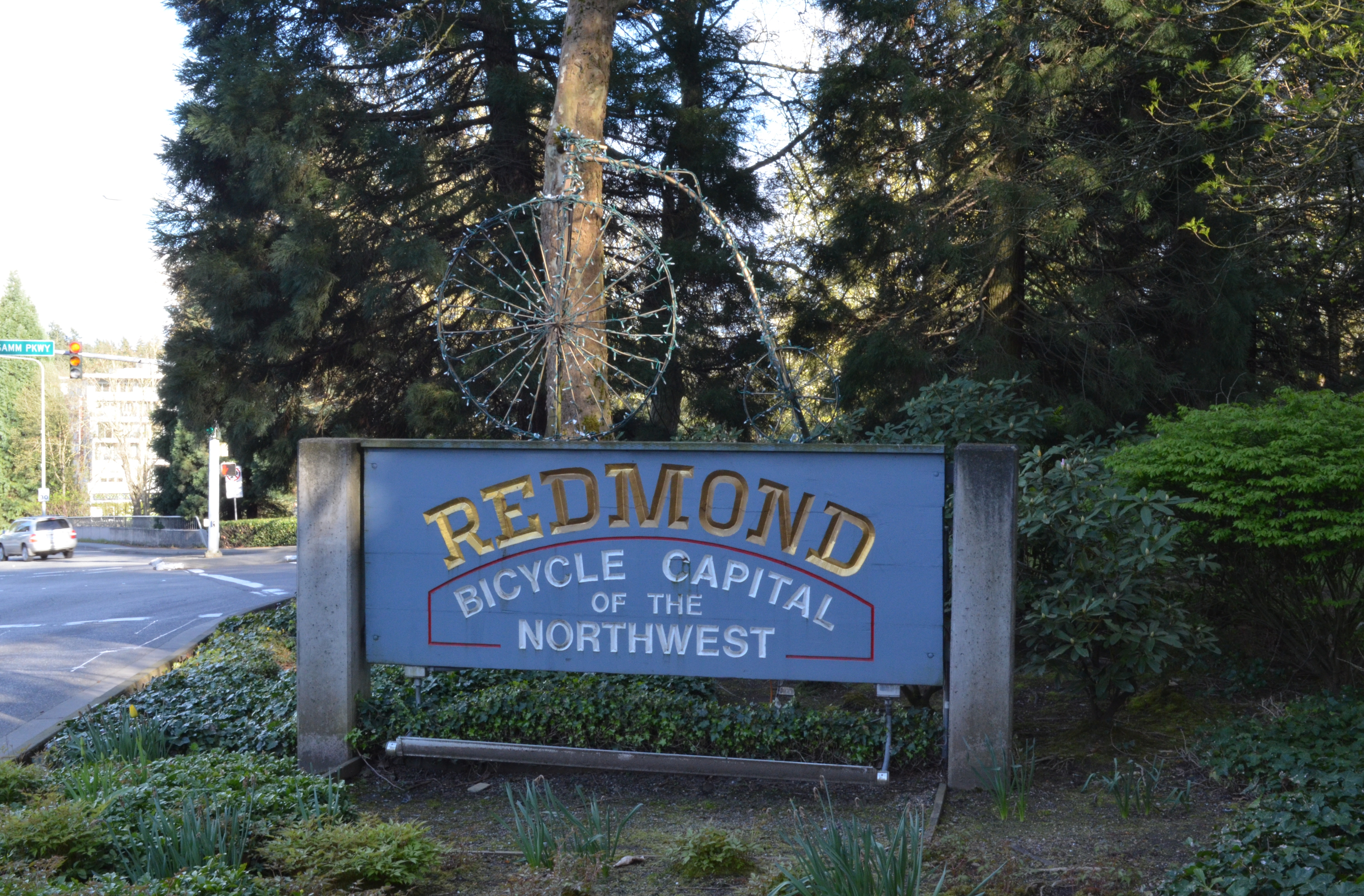

Redmond este un oraș din Comitatul King, Washington aflat la 16 mile (26 km) est de Seattle. Populația era de 54.144 la recensământul din 2010, în creștere față de cei 45.256 din 2000. Compania Microsoft își are sediul în Redmond.